# Diamant zebrat
Els diamants clapats o diamants zebrats(Taeniopygia guttata) són uns ocells petits i forts originaris d'Austràlia i de les Illes de la Sonda (com ara Timor). També s'ha introduït a Portugal. Prefereix viure en zones boscoses o en grans planes de gespa amb bastant gruix, tot i que poden adaptar-se a terrenys àrids amb algun arbre o matolls on poder-se refugiar, ja que pot romandre força temps sense beure. És ràpid de moviments, de caràcter alegre i sedentari que viu en grups molt nombrosos. El diamant clapat s'alimenta principalment de llavors (mill, escaiola, i d'altres), pa, verdures (pastanaga barrejada amb mel, enciam, espinacs, fulles de col i bleda, etc.) i fruita (taronges, pomes, peres, meló). Normalment nia en colònies. En llibertat construeix un niu voluminós amb herbes, amb forma d'ampolla i amb una entrada amb forma de túnel.

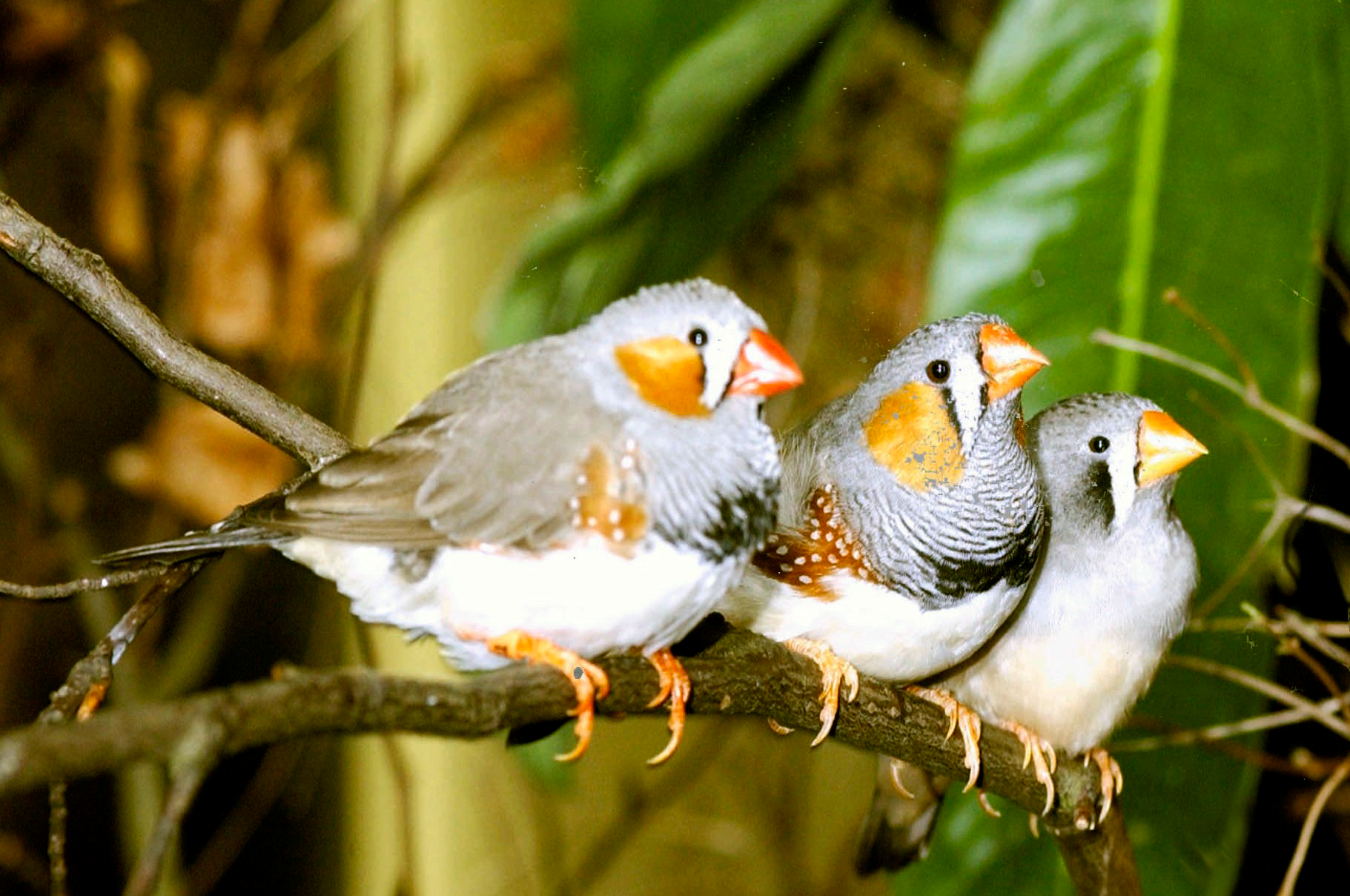
Grup de diamants zebrats
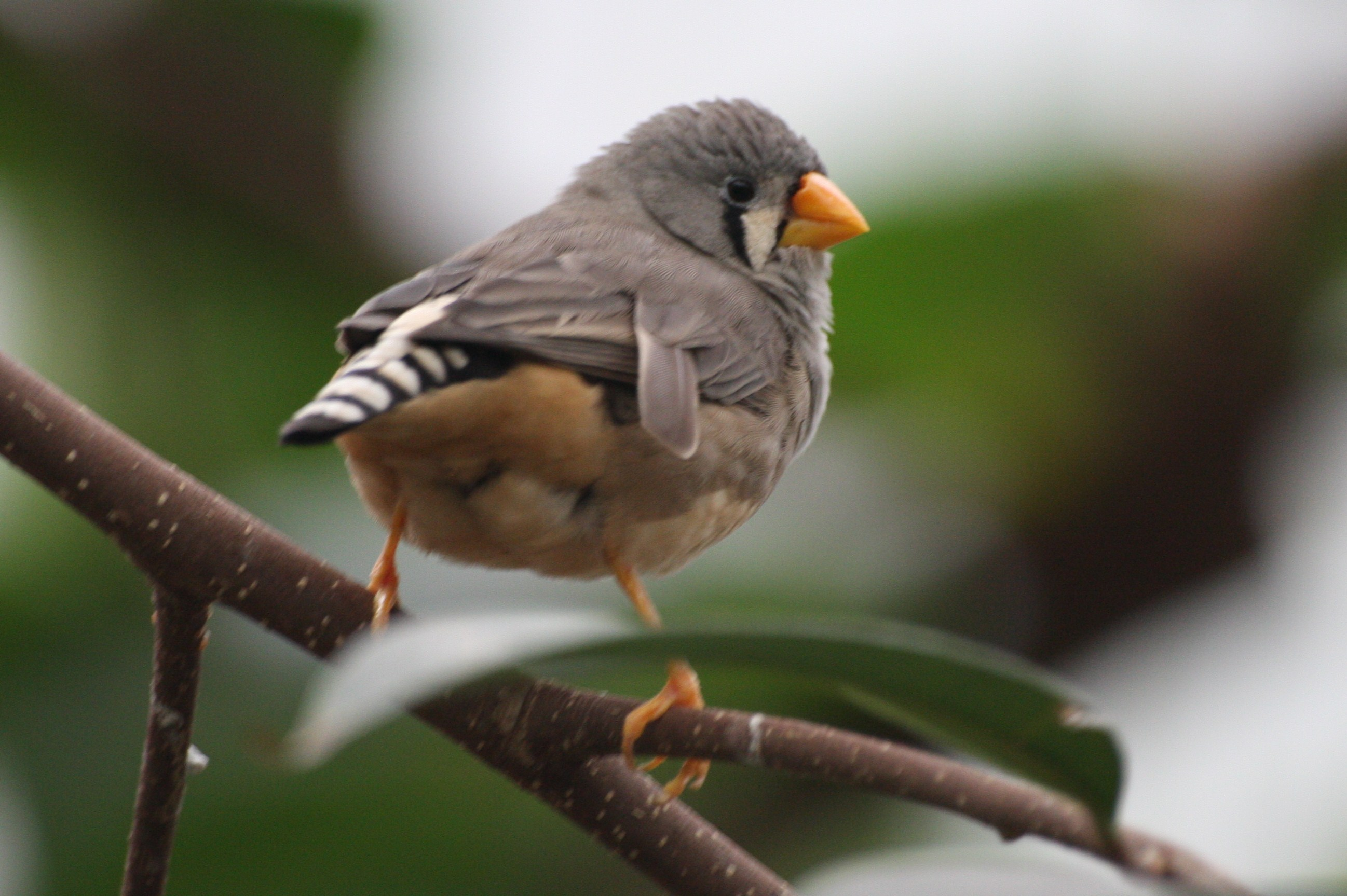
Diamant clapat

## Taxonomia
Modernament s'ha considerat que la població de les illes Petites de la Sonda i la d'Austràlia són en realitat dues espècie diferents i que amb propietat només es pot considerar part de l'espècie Taeniopygia guttata el diamant zebrat de Timor.

## Hàbitat
Els diamants clapats són natius d'Austràlia i habiten la majoria de regions del continent. S'han expandit a parts d'Indonèsia i es produeixen en captivitat com a animals domesticats en la major part del món. Aquesta espècie viu exclusivament en la sabana i en hàbitats secs subtropicals, específicament en àmplies zones de terrenys no vegetacionats o zones amb arbustos dispersos i petits arbres. No obstant això, s'han adaptat a moltes pertorbacions humanes, aprofitant els forats de reg de l'home i les grans parcel·les de terra desforestades. També són àmpliament domesticats i són freqüentment mantinguts en captivitat pels humans.

## Descripció física
Els diamants clapats tenen una mida relativament petit, amb una longitud de 10-11 centímetres i un pes d'uns 12 grams, tenen una temperatura típica d'uns 41 °C. Aquesta espècie té dimorfisme sexual, ja que difereixen en la coloració segons si són mascles o femelles. Els mascles són més vistosos, amb cap i esquena grisos, cues a ratlles blanques i negres, gola ratllada i taques taronges a les galtes i una coloració de color castanyer tacat als costats. Les femelles en canvi són menys distintives, amb una coloració grisa a tot el cos i cues blanques i negres a ratlles. Els becs d'aquesta espècie també varien segons el sexe, els mascles tendeixen a tenir un bec de color vermell, mentre que els becs de les femelles són de color taronja. La coloració dimòrfica apareix quan tenen 90 dies de vida, abans d'arribar a la maduresa, els diamants clapats joves sovint es veuen com a femelles però amb un bec negre.

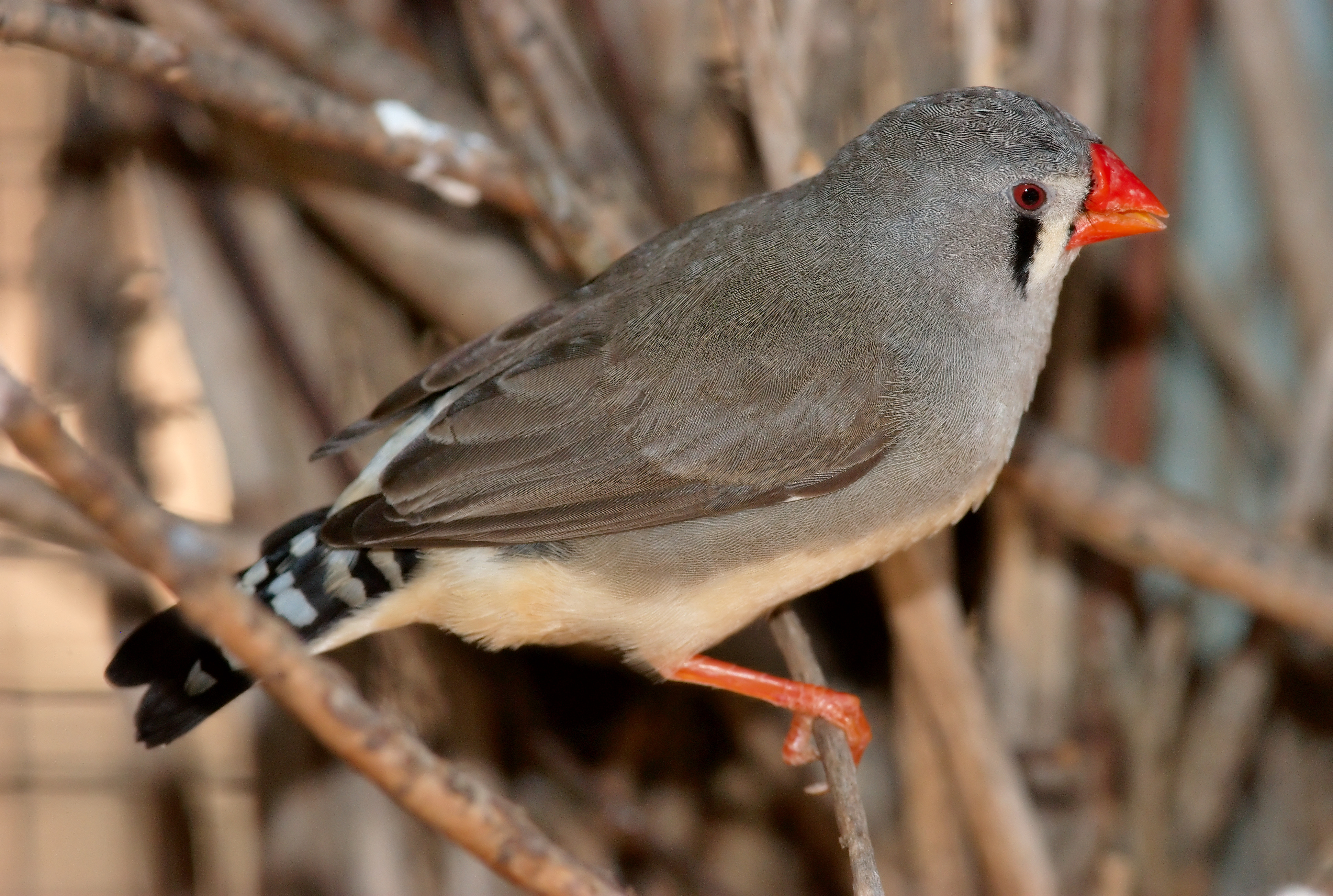
Femella
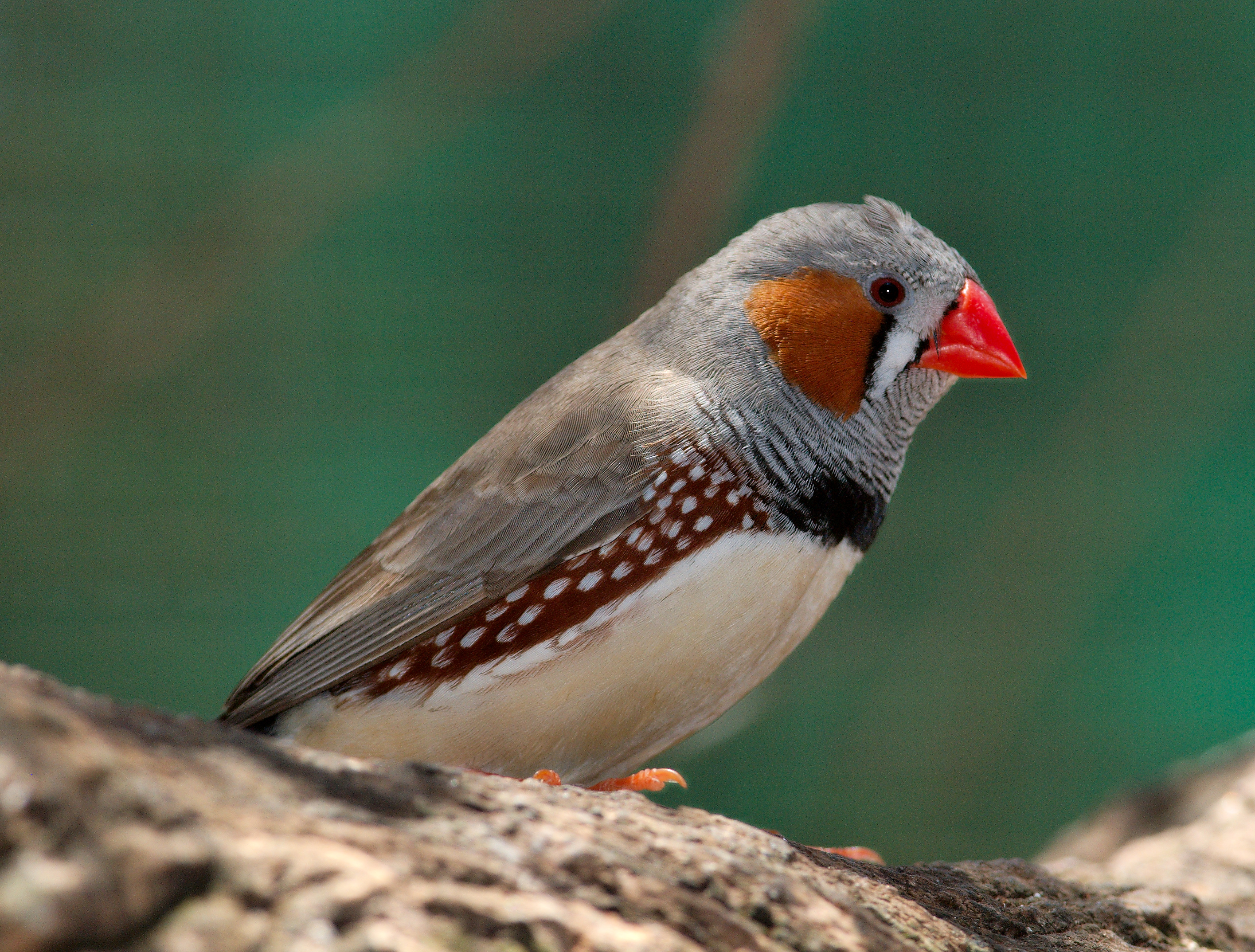
Mascle

## Comportament
Els diamants clapats són sedentaris i diürns. També són molt socials, ja que viuen en grup d'uns 100 individus. No obstant això, durant la cria els grans grups es redueixen aproximadament a 50 individus. Aquests grups més petits romanen en contacte entre si. A més a més, reconeixen als membres del seu grup per els seus cants, permetent als membres amistosos visitar els seus llocs de nidificació i perseguir membres de grups estrangers. Encara que aquestes aus sovint viatgen grans distàncies a la recerca d'aliments i recursos, el seu territori defensat és relativament petit, restringit a la zona que envolta directament el niu. Les jerarquies de dominació social solen establir-se després de la introducció de femelles al grup.

## Reproducció

### Cria
La temporada de reproducció dels diamants clapats és variable. Poden emparellar-se en qualsevol època de l'any després de quantitats substancials de pluja. Al nord-oest d'Austràlia hi ha pics de cria tant a la primavera com a la tardor, mentre que al sud-oest d'Austràlia, el fracàs de les pluges hivernals i les baixes temperatures impedeixen la reproducció en aquest període, no només en aquesta espècie, sinó també en la majoria dels altres ocells. Durant el període d'estiu entre l'octubre i el març l'estació és humida, que coincideix amb un període de temperatures més altes i dies més llargs. En els mesos de juny, juliol i agost, quan el diamant clapat deixa de reproduir-se, són els més freds. Els diamants clapats són monògams i de parella per a tota la vida. Els cants tenen un paper important en el procés de trobada. Les femelles no canten, però els mascles si que ho fan i realitzen una dansa de festeig com a part del ritual d'aparellament. Tenen un període de fertilitat d'uns 60 dies tan els mascles com les femelles. Tot i que són monògams i mantenen un vincle de parella, l'empremta dactilar de l'ADN mostra que la infidelitat sovint es produeix dins de l'espècie. Una de les maneres en què la selecció sexual per a beneficis genètics podria operar en espècies monògames és a través de l'elecció femenina durant les copulacions amb altres mascles que no siguin la seva parella. Les femelles escullen mascles genèticament atractius per a la copulació, aquests mascles tenen el cant més alt, tenen fills amb millor cant i creixen fills més pesats. Això proporciona un mecanisme de selecció sexual en espècies monògames i és coherent amb models de bona selecció de gens de selecció sexual.

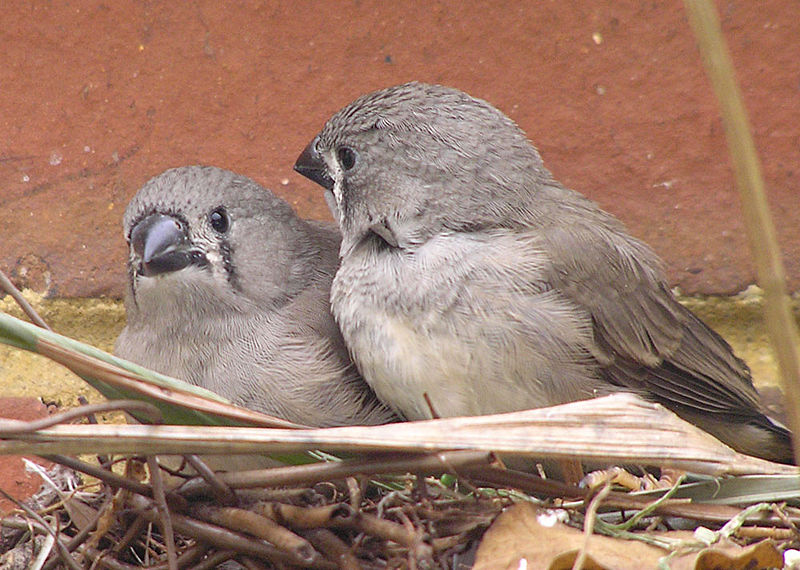
Cries

### Construcció del niu
La temporada de reproducció no és específica, els diamants clapats es reprodueixen després de grans precipitacions. Un cop es reprodueixen comencen la construcció del niu una setmana abans de començar a pondre. Durant el període de construcció del niu, la parella passa les nits al niu. Els nius solen estar construïts amb herbes i estan plens de plomes o fins i tot de llana. Es poden trobar en molts llocs diferents que van des d'arbres, arbustos i embassaments d'animals, fins a cavitats i cornises d'edificis comercials.

### Ous
El nombre mitjà d'ous en un lloc pot ser de quatre a sis durant un període de pocs dies. Els diamants clapats utilitzen un senyal acústic per comunicar-se amb els embrions. S'ha demostrat que aquestes aus donaran la crida d'incubació als seus ous quan el clima estigui calent, per sobre dels 26 graus centígrads i quan s'acabi el període d'incubació. Aquest senyal només canvia el creixement dels embrions i el comportament i el creixement del niu.

### Incubació
Tant els mascles com les femelles incuben els ous fins a l'eclosió, que es produeix després d'unes dues setmanes, depèn de cada ou. Tots dos progenitors contribueixen a la construcció de niu i normalment la parella es converteix en incubadora i alimentària. Durant aquest temps, els mascles són extremadament protectors de les femelles i no permeten que cap intrús s'acosti al niu. Després de l'eclosió, els dos progenitors prenen torns asseguts al niu i recollint menjar per a les cries. Aquesta espècie produeix un “crida d'incubació”. Aquest cant es pronuncia exclusivament cap al final del període d'incubació, dins dels 5 dies posteriors a la incubació i la taxa de cants per hora augmenta més a la data prevista d'obertura. A més, els cants d'incubació s'assoleixen molt clarament a temperatures ambientals elevades, sobre dels 26 ° C, independentment de la variació estacional.

### Emancipació
Els pollets es troben en condicions d'abandonar el niu en aconseguir les tres setmanes d'edat. Tornen però de forma continuada per passar la nit al costat dels seus pares qui segueixen alimentant fins que tenen deu dies més, en el moment ja són plenament independents.En aquest moment, molts diamants clapats primaris poden estar preparats per formar una nova família.

## Longevitat
La prolongació de la vida fins a una edat avançada esperada dels diamants clapats en la natura és de 2 a 3 anys, depenent de la disponibilitat de recursos i la presència o absència de condicions de vida desitjades. D'altra banda en el cas dels diamants clapats que estan en captivitat és de 5 a 7 anys.

## Comunicació i percepció

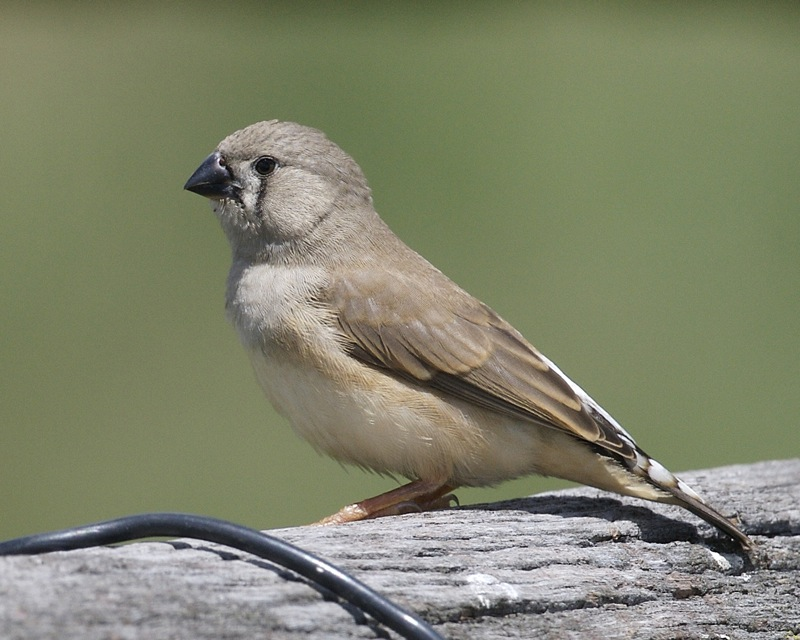
Diamant clapat

Els diamants clapats utilitzen la vocalització i el moviment corporal per comunicar-se. Són coneguts pels seus cants complexes i únics. Aquestes aus utilitzen diferents tipus de cants per comunicar-se amb altres membres del grup. Els cants d'aparellament masculins sovint es descriuen com a suaus, mentre que les trucades d'advertència són més sorolloses i poderoses. Aquests últims s'utilitzen quan els perills es perceben a prop del territori de nidificació. Ambdós sexes produeixen un so nasal, però els mascles utilitzen més comunicació vocal que les femelles. Els pollets també produeixen un so per estimular la resposta alimentària dels pares.

## Hàbits alimentaris
Els diamants clapats mengen principalment diversos tipus de llavors. Els seus becs estan ben adaptats per desossar llavors. Tot i que prefereixen una dieta de llavors, també mengen diverses fruites, verdures i animals vius, com ara insectes. L'alimentació d'insectes durant la criança és especialment important per assegurar la salut de les cries.

## Predació
Entre els seus depredadors es troben les aus de presa (Falconiformes), dasiúrids marsupials (Dasyuridae), ratolins (Muridae) i serps (Serpentes). A més a més, els ous de diamant clapat són preses comunes de petits mamífers.

## Cant
Els Diamants clapats són cantants forts i nerviosos. El cant de cada mascle és diferent, tot i que els ocells de la mateixa línia de sang exhibiran semblances, i tots els diamants clapats superposaran la seva pròpia singularitat en un marc rítmic comú. Un estudi realitzat per Nottebohm et al., ha demostrat que un diamant clapat mascle jove mantingut individualment amb el seu pare, desenvolupa una imitació bastant completa del cant del pare. La imitació és menys completa quan altres germans mascles estan presents, possiblement perquè a mesura que comença la imitació, l'abundància del model augmenta. Durant l'edat adulta, al voltant de 90 dies, el cant de l'ocell passa per una fase de cristal·lització on el seu cant és estable i ja no canvia.
Les àrees cerebrals per al control del cant són sexualment dimòrfiques en el diamant clapat. Això es deu a una diferència de desenvolupament, on a l'embrió, el mascle produeix testosterona, que es transforma en estradiol en el cervell, el qual condueix al desenvolupament del sistema nerviós per a un sistema de cant. Per aquest motiu només els mascles canten, i tots els nuclis cerebrals del sistema de cant són molt més grossos en els mascles que en les femelles.
Ens trobem que les femelles són el sexe "neutral" pel que fa a la diferenciació sexual del sistema de cançons; L'exposició primerenca de les femelles a esteroides exògens indueix la masculinització de la morfologia i la capacitat funcional del cant. L'activació del comportament de cants depèn més tard d'andrògens.
En els diamants clapats, FoxP2 s'enriqueix en l'Àrea X, el nucli basal de ganglis dedicat al cant necessari per a l'aprenentatge vocal. La sobreexpressió de FoxP2 a l'àrea X de mascles joves condueix a un aprenentatge inexacta de cants i la imitació del progenitor. En aquesta espècie, els alts nivells de FoxP2 en estriat i tàlem, juntament amb l'expressió sexualment dimòrfica de FoxP1 en múltiples regions de control dels cants, incloent l'àrea X, poden reflectir la regulació combinatorial per aquestes proteïnes del desenvolupament de les estructures de control vocal.
En aquestes aus, el cant està codificat per la regió premotora cortical HVC, però poc se sap sobre com l'activitat neuronal en qualsevol ubicació HVC donada contribueix al patró del cant en conjunt.